# 毛爾維巴扎爾縣
毛爾維巴扎爾縣是孟加拉國錫爾赫特專區的一個縣，位於該國東北部，南界印度。面積2,799.39平方公里。2001年人口1,612,374人。
下分六個鄉。